# Parachilus punctiventris
Parachilus punctiventris är en stekelart som beskrevs av Gusenleitner 2002. Parachilus punctiventris ingår i släktet Parachilus och familjen Eumenidae. Inga underarter finns listade i Catalogue of Life.